# Remolino de fuego

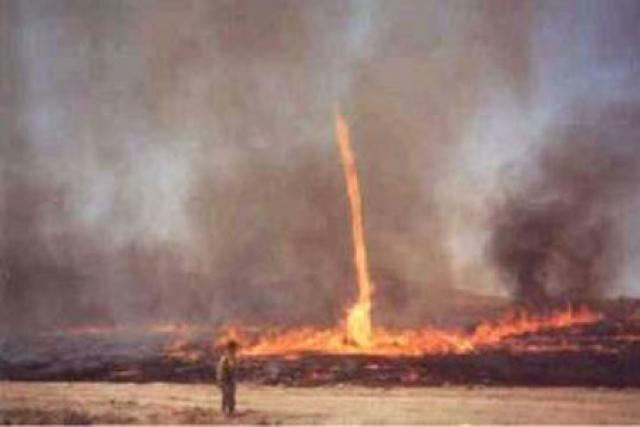
Un remolino de fuego.

Un remolino de fuego, también llamado tornado de fuego, es un raro fenómeno en el cual el fuego, bajo ciertas condiciones (dependientes de la temperatura del aire y las corrientes), adquiere una vorticidad vertical y forma un remolino o una columna de aire de orientación vertical similar a un tornado.

## Propiedades
La mayoría de los más grandes tornados de fuego surgen a partir de incendios forestales en los cuales están presentes corrientes de aire cálido ascendentes y convergentes. Usualmente presentan de 10 a 50 m de alto, unos pocos metros de ancho y duran solo unos minutos. Sin embargo, algunos pueden tener más de un kilómetro de alto y contener vientos superiores a los 160 km/h persistiendo así por más de 20 minutos. Los remolinos de fuego pueden destruir árboles de hasta 15 m de alto.

## Casos notables
Varios ejemplos de los efectos que puede tener un fenómenos de estas características sucedieron durante la Segunda Guerra Mundial en ciudades alemanas como en Hamburgo durante la Operación Gomorra donde murieron 43 000 personas o el famoso Bombardeo de Dresde, el cual provocó una tormenta de fuego del tamaño de una ciudad pequeña y produjo un remolino de fuego que mató entre 25 000 y 40 000 personas, además de destruir la mitad de la ciudad.
Otro ejemplo fueron los numerosos remolinos de fuego que surgieron a partir la caída de un rayo en un depósito de petróleo cerca de San Luis Obispo (California) el 7 de abril de 1926, los cuales produjeron sustantivos daños en estructuras alejadas del fuego y provocaron la muerte de mil seiscientas personas.